# Osen de las cigüeñas
Osen de las cigüeñas (折鶴お千 Orizuru Osen?, lit. "Osen de las grullas de papel"), también titulada La caída de Osen, es una película muda japonesa de 1935 dirigida por Kenji Mizoguchi y protagonizada por Isuzu Yamada. Está basada en un cuento de Kyōka Izumi.

## Sinopsis
Mientras espera un tren que se ha retrasado en una estación de tren, Sōkichi Hata, un profesor de medicina, escucha a otros viajeros hablar sobre una cortesana que se encuentra entre ellos. Recuerda su pasado, cuando estaba a punto de suicidarse y fue salvado por Osen, una joven que actúa como señuelo para una banda de traficantes liderada por Kumazawa. Osen convence a Kumazawa de que acepte a Sōkichi como sirviente, y luego se entera de que Sōkichi vino a Tokio para estudiar medicina, pero fracasó debido a su escasez de dinero. Indignada por las fechorías de la pandilla y por los repetidos maltratos que le dan a Sōkichi, finalmente los entrega a la policía y decide ayudar a Sōkichi a retomar sus estudios. Cuando Sōkichi y Osen, que la ve únicamente como una hermana mayor, se quedan sin dinero, ella recurre a la prostitución y al robo para ayudarlo a terminar sus exámenes. Después de que la policía arreste a Osen, el profesor de Sōkichi se ocupa de su bienestar.
En el presente, el personal del tren busca a un médico después de que uno de los pasajeros que esperan se desmaye. Sōkichi ofrece su ayuda, solo para descubrir que la persona desmayada no es otro que Osen. En el hospital, Sōkichi intenta hacerle recordar el tiempo que pasaron juntos, pero Osen, que ha perdido la cordura, no puede reconocerlo, atrapado en los recuerdos de Sōkichi, a quien culpa por haberla olvidado.

## Reparto
- Isuzu Yamada como Osen

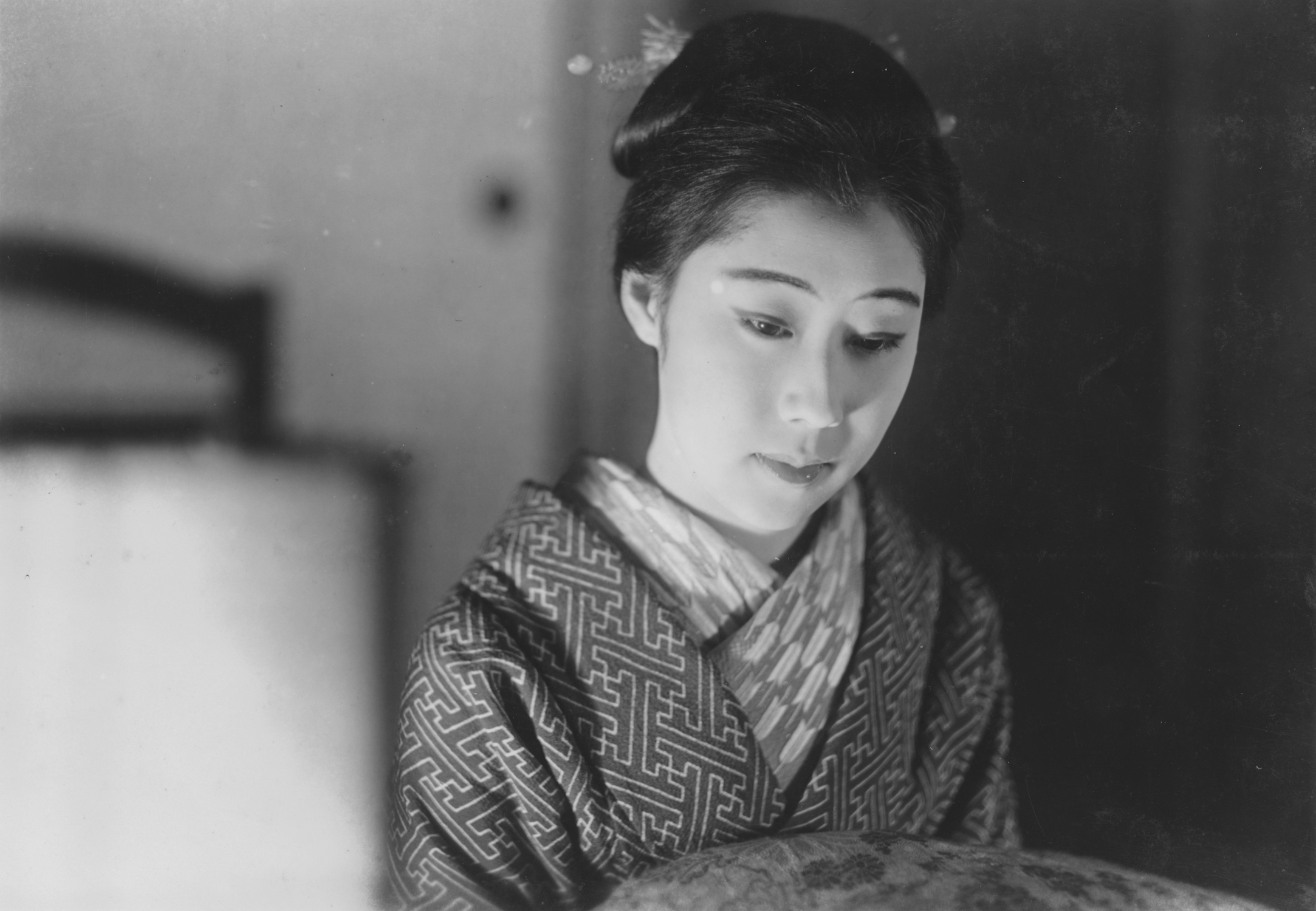
Isuzu Yamada en una escena de la película

- Daijirō Natsukawa como Sokichi Hata
- Ichirō Yoshizawa como Ukiki
- Shin Shibata como Kumazawa
- Genichi Fujii como Matsuda
- Eiji Nakano como el profesor

## Recepción y legado
Orizuru Osen fue una de una serie de adaptaciones de las historias de Izumi dirigidas por Mizoguchi, un escritor al que admiraba profundamente.
La estudiosa del cine Chika Kinoshita señaló que la película ocupa un lugar especial dentro de la recepción crítica de la obra de Mizoguchi y que ha sido señalada como una de las primeras encarnaciones de su estilo a finales de la década de 1930. En su Manual crítico de directores de cine japoneses, Alexander Jacoby escribió que Orizuru Osen «mostró en embrión la capacidad de su director para lograr ricos detalles atmosféricos y su constante preocupación por la opresión de las mujeres».
Según el crítico de cine francés, Jacques Lourcelles, Orizuru Osen es la última película muda de Kenji Mizoguchi y la más bella de las que se han conservado. Recientemente descubierta en Europa, «es absolutamente digna de las obras maestras de los años 1950 [...] En la segunda parte de la película, [...] la calidad a la vez pacífica y desgarradora de la emoción que nace y se desarrolla durante la historia evoca, veinte años antes, La vida de Oharu y La calle de la vergüenza [...] La última media hora contiene así una especie de resumen poético de la obra de Mizoguchi. Si el hombre le debe todo a la mujer, ésta, dependiente, sacrificada, enamorada más allá del amor, es para Mizoguchi el eje del universo y, para el artista, el motivo esencial de toda pintura».
La película se ha proyectado repetidamente con narración benshi en vivo de Midori Sawato.